# Румян (Вармінсько-Мазурське воєводство)

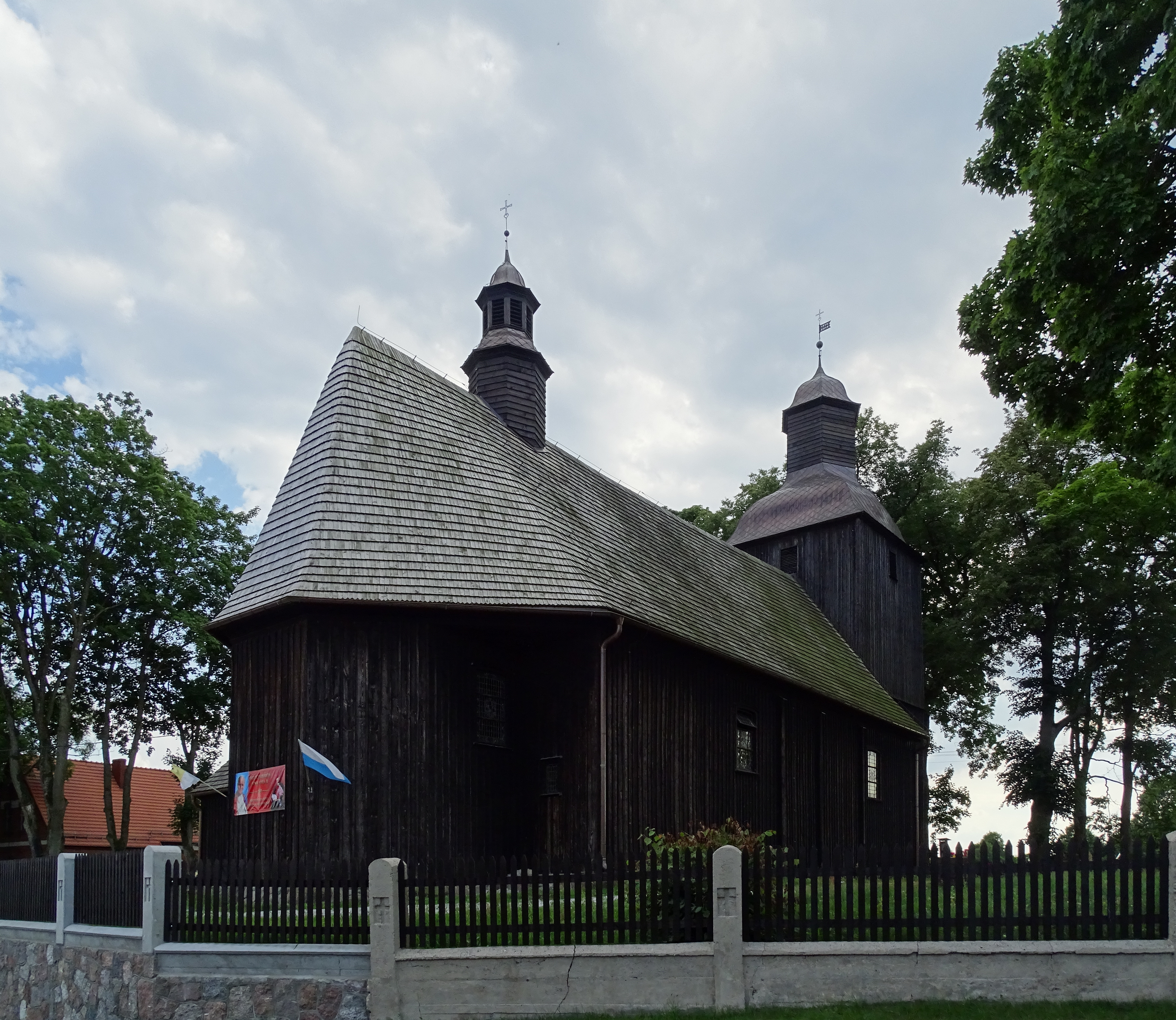
Парафіяльна церква.

Румян (пол. Rumian) — село в Польщі, у гміні Рибно Дзялдовського повіту Вармінсько-Мазурського воєводства.
Населення — 311 осіб (2011).

## Демографія
Демографічна структура станом на 31 березня 2011 року:
|          | Загалом | Допрацездатний вік | Працездатний вік | Постпрацездатний вік |
| -------- | ------- | ------------------ | ---------------- | -------------------- |
| Чоловіки | 162     | 41                 | 104              | 17                   |
| Жінки    | 149     | 33                 | 81               | 35                   |
| Разом    | 311     | 74                 | 185              | 52                   |